# Michael Hooper
Michael Kent Hooper (* 29. října 1991, Manly) je bývalý australský ragbista, který hrál na pozici pravého rváčka. S australským týmem Waratahs vyhrál v roce 2014 Super Rugby. S australskou reprezentací se stal vicemistrem světa na MS 2015. V roce 2015 se stal vítězem Rugby Championship. Ve stejném roce a v roce 2021 byl v nominaci na nejlepšího ragbistu světa. 
Za Austrálii nastoupil do 125 zápasů a připsal si 110 bodů. V roce 2021 se stal hráčem, který vedl australskou reprezentaci v nejvíce zápasech jako kapitán. Celkem byl kapitánem ve 69 zápasech. Ze všech Australanů dosáhl nejrychleji 100 zápasů za reprezentaci. V roce 2024 si zahrál za sedmičkovou reprezentaci. Potom ukončil svou kariéru.

## Kariéra

### Klubová kariéra
- 2010 - 2012 Brumbies
- 2013 - 2020 NSW Waratahs
- 2021 Toyota Vertblitz
- 2022 - 2023 NSW Waratahs